# Hemiodus
Hemiodus is een geslacht van straalvinnige vissen uit de familie van de penseelvissen (Hemiodontidae).

## Soorten
- Hemiodus amazonum Humboldt, 1821
- Hemiodus argenteus Pellegrin, 1909
- Hemiodus atranalis Fowler, 1940
- Hemiodus goeldii Steindachner, 1908
- Hemiodus gracilis Günther, 1864
- Hemiodus huraulti Géry, 1964
- Hemiodus immaculatus Kner, 1858
- Hemiodus jatuarana Langeani, 2004
- Hemiodus langeanii Beltrão & Zuanon, 2012
- Hemiodus microlepis Kner, 1858
- Hemiodus orthonops Eigenmann & Kennedy, 1903
- Hemiodus parnaguae Eigenmann & Henn, 1916
- Hemiodus quadrimaculatus Pellegrin, 1909
- Hemiodus semitaeniatus Kner, 1858
- Hemiodus sterni Géry, 1964
- Hemiodus ternetzi Myers, 1927
- Hemiodus thayeria Böhlke, 1955
- Hemiodus tocantinensis Langeani, 1999
- Hemiodus unimaculatus Bloch, 1794
- Hemiodus vorderwinkleri Géry, 1964